# سیارک ۱۹۶۴
سیارک ۱۹۶۴ (به انگلیسی: 1964 Luyten، نامگذاری:2007P-L) هزار و نهصد و شصت و چهارمین سیارک کشف شده‌است که در ۲۴ سپتامبر ۱۹۶۰ کشف شد.
قدر مطلق سیارک برابر ۱۳٫۲۰ است.